# 2013 i sydkoreansk musik
2013 i sydkoreansk musik innebär musikrelaterade händelser i Sydkorea under år 2013.
Det bäst säljande albumet i landet under året var Growl av pojkbandet EXO, medan den bäst säljande singeln var "Gentleman" av den manliga sångaren Psy. De artister som fick ta emot flest priser för årets artist vid sydkoreanska musikgalor var pojkbanden EXO och SHINee, medan de artister som fick ta emot flest priser för årets nya artist var pojkbandet Bangtan Boys och den kvinnliga sångerskan Lim Kim. Årets album gick flest gånger till XOXO av pojkbandet EXO, medan årets låt gick flest gånger till "Bounce" av den manliga sångaren Cho Yong-pil, "Growl" av pojkbandet EXO, samt "Gentleman" av den manliga sångaren Psy.
Under året hölls flera större musikevenemang. Noterbara debuterande musikgrupper under året som kom att ha framgångsrika framtida karriärer inkluderar tjejgrupper som Bestie och Ladies' Code, samt pojkband som Bangtan Boys.

## Försäljning

### Singlar
- Lista över singelettor på Gaon Chart 2013

Den mest sålda låten genom digital nedladdning var "Shower of Tears" av Baechigi ft. Ailee med fler än 1,8 miljoner nedladdningar, medan den mest sålda låten genom strömning var "NoNoNo" av Apink med fler än 41 miljoner spelningar.
| Rank | Artist             | Sångtitel                    |
| ---- | ------------------ | ---------------------------- |
| 1    | Psy                | "Gentleman"                  |
| 2    | Baechigi ft. Ailee | "Shower of Tears"            |
| 3    | Sistar19           | "Gone Not Around Any Longer" |
| 4    | Roy Kim            | "Bom Bom Bom"                |
| 5    | Leessang           | "Tears"                      |
| 6    | 4Minute            | "What's Your Name?"          |
| 7    | Huh Gak            | "Monodrama"                  |
| 8    | Davichi            | "Turtle"                     |
| 9    | Sistar             | "Give It to Me"              |
| 10   | Davichi            | "Be Warmed"                  |

### Album
- Lista över albumettor på Gaon Chart 2013

Det mest sålda albumet var Growl av EXO med fler än 330 000 sålda skivor.
| Rank | Artist            | Albumtitel                             |
| ---- | ----------------- | -------------------------------------- |
| 1    | EXO-K             | Growl                                  |
| 2    | Girls' Generation | I Got a Boy                            |
| 3    | EXO-K             | XOXO                                   |
| 4    | EXO-K             | Miracles in December                   |
| 5    | Cho Yong-pil      | Hello                                  |
| 6    | EXO-M             | XOXO                                   |
| 7    | EXO-M             | Growl                                  |
| 8    | G-Dragon          | Coup d'Etat                            |
| 9    | SHINee            | Dream Girl – The Misconceptions of You |
| 10   | EXO-M             | Miracles in December                   |

## Utmärkelser
| Prisutdelning           | Kategori      | Kategori                                 | Kategori                                                                           | Kategori              |
| Prisutdelning           | Årets artist  | Årets nya artist                         | Årets album                                                                        | Årets låt             |
| ----------------------- | ------------- | ---------------------------------------- | ---------------------------------------------------------------------------------- | --------------------- |
| Gaon Chart Music Awards | —             | Ladies' Code BTS Lim Kim Jung Joon-young | Girls' Generation I Got a Boy Cho Yong-pil Hello EXO XOXO EXO Miracles in December | 12 vinnare            |
| Golden Disc Awards      | 17 vinnare    | BTS Crayon Pop Lim Kim Roy Kim           | EXO XOXO                                                                           | Psy "Gentleman"       |
| Korean Music Awards     | Sunwoo Jung-a | Rock 'n Roll Radio                       | Yoon Young-bae Dangerous World                                                     | Cho Yong-pil "Bounce" |
| Melon Music Awards      | SHINee        | BTS Lim Kim                              | Busker Busker Busker Busker 2nd Album                                              | EXO "Growl"           |
| Mnet Asian Music Awards | G-Dragon      | Roy Kim Crayon Pop                       | EXO XOXO                                                                           | Cho Yong-pil "Bounce" |
| Seoul Music Awards      | EXO           | BTS Crayon Pop Lim Kim                   | Cho Yong-pil Hello                                                                 | EXO "Growl"           |

## Händelser

### Evenemang
- 15-16 januari: Golden Disc Awards 2012 hålls i Sepang International Circuit i Kuala Lumpur (Malaysia).[5]
- 31 januari: Seoul Music Awards 2012 hålls i SK Olympic Handball Gymnasium i Seoul.[6]
- 13 februari: Gaon Chart Music Awards 2012 hålls i Olympic Hall i Seoul.[7]
- 14 november: Melon Music Awards 2013 hålls i Olympic Gymnastics Arena i Seoul.[8]
- 22 november: Mnet Asian Music Awards 2013 hålls i AsiaWorld-Arena i Hongkong (Kina).[9]

## Artister

### Debuterande musikgrupper
|       |
| 2YOON |

|          |
| AlphaBat |

|              |
| Bangtan Boys |

|        |
| Bestie |

|              |
| Ladies' Code |

|     |
| LC9 |

|         |
| Purplay |

|        |
| Wassup |

### Medlemsförändringar
- Apink: Yookyung lämnar gruppen.
- Blady: Tina, Coco, Soojin och Yeji går med gruppen. Darae, Bunhong, Nahyun och Sunyeong lämnar gruppen.
- Chocolat: Melanie lämnar gruppen.
- Cross Gene: Seyoung går med gruppen. J.G lämnar gruppen.
- D-Unit: JNey går med gruppen. UJin och JNey lämnar gruppen.
- F-ve Dolls: Seunghee, Nayeon och Yeonkyung går med gruppen.
- Nine Muses: Sungah går med gruppen.
- Rania: Riko lämnar gruppen.
- T-ara: Areum lämnar gruppen.
- U-KISS: Dongho lämnar gruppen.
- Wonder Girls: Sohee lämnar gruppen.

## Albumsläpp

### Första kvartalet
| Datum    | Artist            | Albumtitel                             |
| Januari  | Januari           | Januari                                |
| -------- | ----------------- | -------------------------------------- |
| 1        | Girls' Generation | I Got a Boy                            |
| 4        | JeA               | Just JeA                               |
| 14       | Boyfriend         | I Yah                                  |
| 14       | CNBLUE            | Re:Blue                                |
| 16       | Phantom           | Phantom Theory                         |
| 17       | VIXX              | On and On                              |
| 22       | 2YOON             | Harvest Moon                           |
| 24       | Nine Muses        | Dolls                                  |
| 31       | Sistar19          | Gone Not Around Any Longer             |
| Februari |                   |                                        |
| 5        | Clazziquai        | Blessed                                |
| 12       | Two X             | Ring Ma Bell                           |
| 13       | B.A.P             | One Shot                               |
| 13       | NU'EST            | Hello                                  |
| 13       | Rainbow           | Rainbow Syndrome Part 1                |
| 19       | SHINee            | Dream Girl – The Misconceptions of You |
| 25       | Teen Top          | No. 1                                  |
| Mars     |                   |                                        |
| 4        | D-Unit            | Affirmative Chapter 1                  |
| 5        | 2AM               | One Spring Day                         |
| 7        | Ladies' Code      | Code#01 Bad Girl                       |
| 7        | Lee Hi            | First Love                             |
| 7        | U-KISS            | Collage                                |
| 8        | Rania             | Just Go                                |
| 14       | G.NA              | Beautiful Kisses                       |
| 14       | Girl's Day        | Expectation                            |
| 18       | Davichi           | Mystic Ballad                          |
| 21       | Infinite          | New Challenge                          |

### Andra kvartalet
| Datum | Artist        | Albumtitel                                 |
| April | April         | April                                      |
| ----- | ------------- | ------------------------------------------ |
| 2     | Sunwoo Jung-a | It's Okay, Dear                            |
| 3     | Lunafly       | Fly to Love                                |
| 8     | Gain          | Romantic Spring                            |
| 10    | M.I.B         | Money In The Building                      |
| 26    | 4Minute       | Name Is 4Minute                            |
| 26    | History       | Dreamer                                    |
| 26    | SHINee        | Why So Serious? – The Misconceptions of Me |
| 30    | Secret        | Letter from Secret                         |
| Maj   |               |                                            |
| 2     | Hello Venus   | Would You Stay for Tea?                    |
| 6     | 2PM           | Grown                                      |
| 8     | B1A4          | What's Happening?                          |
| 9     | LC9           | Skirmish                                   |
| 9     | Nine Muses    | Wild                                       |
| 13    | Z.Hera        | Z.Hera Born                                |
| 15    | Shinhwa       | The Classic                                |
| 20    | VIXX          | Hyde                                       |
| 21    | Lee Hyori     | Monochrome                                 |
| 23    | 100%          | Real 100%                                  |
| 31    | Skarf         | Luv Virus                                  |
| Juni  |               |                                            |
| 4     | MBLAQ         | Sexy Beat                                  |
| 4     | Rainbow       | Rainbow Syndrome Part 2                    |
| 9     | EXO           | XOXO                                       |
| 10    | Nell          | Escaping Gravity                           |
| 11    | Sistar        | Give It to Me                              |
| 12    | Bangtan Boys  | 2 Cool 4 Skool                             |
| 13    | After School  | First Love                                 |
| 17    | Baek A-yeon   | A Good Girl                                |
| 19    | Sunny Hill    | Young Folk                                 |
| 20    | Dal Shabet    | Be Ambitious                               |
| 24    | Girl's Day    | Female President                           |

### Tredje kvartalet
| Datum     | Artist           | Albumtitel                |
| Juli      | Juli             | Juli                      |
| --------- | ---------------- | ------------------------- |
| 1         | Dynamic Duo      | Lucky Numbers             |
| 5         | Apink            | Secret Garden             |
| 11        | A-Jax            | Insane                    |
| 12        | Ailee            | A's Doll House            |
| 16        | Infinite         | Destiny                   |
| 19        | Beast            | Hard to Love, How to Love |
| 25        | Tahiti           | Five Bearts of Hearts     |
| 29        | Brown Eyed Girls | Black Box                 |
| 29        | f(x)             | Pink Tape                 |
| 31        | VIXX             | Jekyll                    |
| Augusti   |                  |                           |
| 5         | EXO              | Growl                     |
| 6         | B.A.P            | Badman                    |
| 8         | Big Star         | Hang Out                  |
| 8         | SHINee           | The Misconceptions of Us  |
| 9         | ZE:A             | Illusion                  |
| 12        | MBLAQ            | Love Beat                 |
| 20        | History          | Just Now                  |
| 22        | NU'EST           | Sleep Talking             |
| 26        | Teen Top         | Teen Top Class            |
| September |                  |                           |
| 2         | Kara             | Full Bloom                |
| 6         | Ladies' Code     | Code#02 Pretty Pretty     |
| 9         | BtoB             | Thriller                  |
| 11        | Bangtan Boys     | O!RUL8,2?                 |
| 17        | F-ve Dolls       | First Love                |
| 23        | F.T. Island      | Thanks to                 |
| 25        | Busker Busker    | Busker Busker 2nd Album   |
| 26        | Crayon Pop       | The Streets Go Disco      |
| 30        | Jieun            | Hope Torture              |

### Fjärde kvartalet
| Datum    | Artist       | Albumtitel              |
| Oktober  | Oktober      | Oktober                 |
| -------- | ------------ | ----------------------- |
| 2        | Block B      | Very Good               |
| 8        | IU           | Modern Times            |
| 10       | T-ara        | Again                   |
| 14       | Nine Muses   | Prima Donna             |
| 14       | SHINee       | Everybody               |
| 28       | A-Jax        | Snake                   |
| 31       | U-KISS       | Moments                 |
| November |              |                         |
| 1        | Fiestar      | Curious                 |
| 6        | Miss A       | Hush                    |
| 9        | Wassup       | Nom Nom Nom             |
| 18       | F.T. Island  | The Mood                |
| 25       | VIXX         | Voodoo                  |
| 26       | Hyolyn       | Love & Hate             |
| 27       | 2AM          | Nocturne                |
| 28       | History      | Blue Spring             |
| December |              |                         |
| 3        | Urban Zakapa | 03                      |
| 4        | T-ara        | Again 1977              |
| 9        | EXO          | Miracles in December    |
| 9        | Secret       | Gift from Secret        |
| 14       | T-ara        | White Winter            |
| 20       | IU           | Modern Times - Epilogue |